# Hiw
Pour les articles homonymes, voir Hiw.
Hiw (ou Hiu) est l’île la plus septentrionale du Vanuatu et la plus grande de l’archipel des îles Torres. En 2009, elle avait une population de 269 habitants.

## Étymologie
Hiw est issu du proto-océanien *sipo qui signifie « en bas » et « vers le nord-ouest ». (Ces deux notions sont généralement exprimées par le même mot dans les systèmes d’orientation utilisés dans les langues du Vanuatu, cf. Mwotlap § Directionnels spatiaux pour plus d’explications.) En effet, Hiw étant située tout au nord du Vanuatu, pour les habitants des autres îles du Vanuatu, aller à Hiw signifie voyager vers le nord ou le nord-ouest.

## Géographie
Hiw mesure environ 14 km de long et 3 à 5 de large. Sa superficie est de 51,1 km2 et son point culminant a une altitude de 366 m. Une presqu’île, appelée localement Nēnye, se trouve sur la côte est.
Les reliefs centraux d'origine volcanique sont entourés de trois plateformes d'origine corallienne qui ont été exondés.
Les habitants vivent actuellement dans trois villages de la côte est qui sont, du nord au sud : Yogwye [ˈjɔɰwjə], Yögevigemëne [ˌjɵɣəˌβiɣəˈmenə], et Yaqane [jaˈkʷanə].

## Culture
Les habitants de Hiw parlent la langue hiw.